# Ficus lehmannii
Ficus lehmannii là một loài thực vật có hoa trong họ Moraceae. Loài này được Standl. mô tả khoa học đầu tiên năm 1929.